# Anosmia
Anosmia (gr. ἀν- an- „nie, bez”; ὀσμή osme  „zapach”), ślepota zapachowa – nabyty lub rzadziej wrodzony całkowity brak funkcji węchu. Zmniejszona zdolność do wyczuwania zapachów to hiposmia. Do najczęstszych przyczyn nabytej anosmii zalicza się wirusowe zakażenia górnych dróg oddechowych (około 18–45% przypadków), choroby nosa i zatok (7–56%) oraz następstwa urazu głowy (8–20%). Niektóre z rzadszych przyczyn to choroba Parkinsona lub Alzheimera, stwardnienie rozsiane, cukrzyca. Wrodzona anosmia stanowi tylko około 4% przypadków tego zaburzenia, jedna z chorób, której objawem jest anosmia to zespół Kallmanna. Gdy z jednostronnym brakiem węchu współistnieje też jednostronny zanik nerwu wzrokowego i przeciwstronny obrzęk tarczy nerwu wzrokowego, można rozpoznać zespół Fostera Kennedy′ego, rzadki objaw guza wewnątrzczaszkowego.
W badaniach populacyjnych różnego stopnia zaburzenia zmysłu węchu stwierdzano w 22–24% populacji, z czego anosmię rozpoznawano w około 3–6% populacji.